# Hercostomus flaviventris
Hercostomus flaviventris är en tvåvingeart som beskrevs av Smirnov och Negrobov 1979. Hercostomus flaviventris ingår i släktet Hercostomus och familjen styltflugor. Inga underarter finns listade i Catalogue of Life.